# York Street (stacja metra)
York Street – stacja metra nowojorskiego, na linii F. Znajduje się w dzielnicy Brooklyn, w Nowym Jorku i zlokalizowana jest pomiędzy stacjami East Broadway i Jay Street – MetroTech. Została otwarta 9 kwietnia 1936.